# Iqaluit

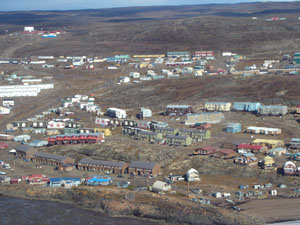
Fotografia aèria d'Iqaluit

Iqaluit (escrit en inuktitut: ᐃᖃᓗᐃᑦ, lloc on hi ha peix) és un municipi del Canadà que té 7.740 habitants (cens del 2016) essent d'entre les ciutats capitals del Canadà la de menys població. És la capital del territori de Nunavut i es troba al sud-est de l'illa de Baffin, a la badia Frobisher. Anteriorment, fins a 1987, s'havia anomenat Frobisher Bay, prenent el nom del seu emplaçament, però actualment porta un nom en idioma inuktitut, el parlat per la població local, majoritàriament inuit.

## Història

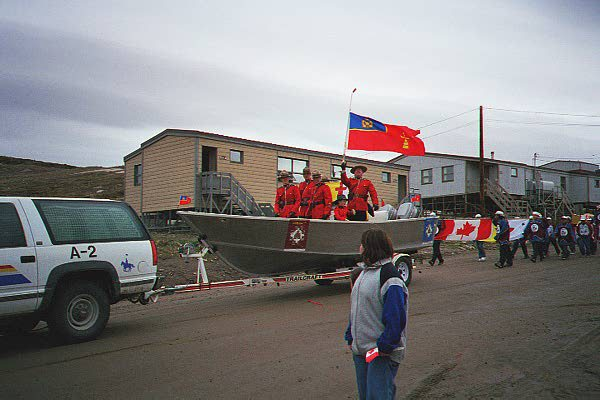
La Royal Canadian Mounted Police desfilant a Iqaluit, Canada Day 1999.

Iqaluit es va fundar l'any 1942 com una base aèria dels Estats Units estratègica per al reaprovisionament de combustible i punt de parada per aeronaus durant la Segona Guerra Mundial per l'esforç de la guerra a Europa a l'altra banda de l'Atlàntic. Els primers habitants a la ciutat eren guies Nakasuk, i Inuk que ajudaren els nord-americans a trobar un emplaçament adequat amb una superfície plana prou llarga per la pista d'aterratge i enlairament.
La Hudson's Bay Company va desplaçar les seves operacions a Baffin a la veïna vall de Niaqunngut, oficialment coneguda com a Apex, l'any 1949 per tenir l'avantatge del nou aeroport. La població de Frobisher Bay es va incrementar molt ràpidament durant la construcció del Distant Early Warning Line (DEW line, un sistema d'estacions de ràdars de la North American Aerospace Defense Command (NORAD)) a mitjan dècada de 1950. Milers de treballadors de la construcció, personal militar i administratiu es desplaçaren a aquesta població i diversos centenars d'inuits aprofitaren els avantatges de l'accés als serveis mèdics i a llocs de treball. L'any 1957, 489 dels 1.200 residents de la ciutat eren d'ètnia inuit. A més la política del govern canadenc encoratjava l'assentament permanent d'inuits en poblacions.
Els militars estatunidencs marxaren d'Iqaluit el 1963, quan els míssils intercontinentals (ICBM) van fer perdre el valor estratègic de la línia DEW i les bases aèries àrtiques, però Frobisher Bay va romandre com un centre administratiu i logístic del govern dels Estats Units per a la major part de l'Àrtida oriental. L'any 1979 es va escollir el primer alcalde. A principi de la dècada de 1970 ja s'havia fundat el centre educatiu anomenat Gordon Robertson Educational Centre, actualment un institut anomenat Inuksuk High School, en el moment de la seva fundació era l'únic institut que hi havia en el que representava una setena part del territori del Canadà.
L'1 de gener de 1987, el nom del municipi es va canviar oficialment de "Frobisher Bay" a "Iqaluit" - que era el nom tradicional inuit del paratge. El desembre de 1995, Iqaluit va ser escollit com a capital futura del nou territori administratiu de Nunavut competint amb la població de Rankin Inlet. El 19 d'abril de 2001 va obtenir oficialment el títol de ciutat.
Iqaluit va ser designat per Canadà com la ciutat seu de la trobada de l'any 2010 del grup de ministres de finances dels països G7 que va tenir lloc del 5 al 6 de febrer.

### Fets històrics

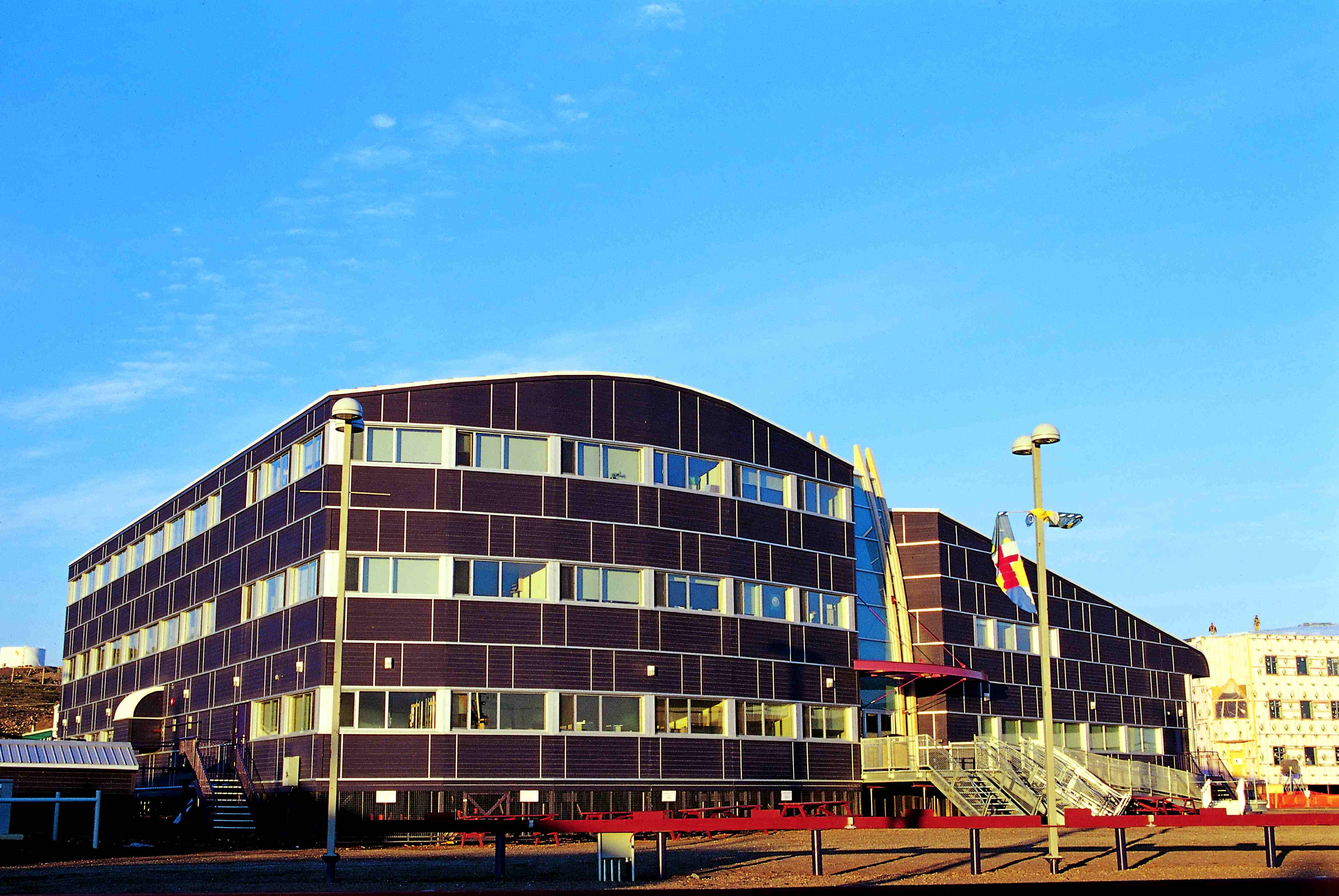
Edifici de l'Assemblea legislativa de Nunavut a Iqaluit

- 1576 - Martin Frobisher, un anglès, va navegar dins la Badia Frobisher Bay creient que havia arribat a la ruta cap a la Xina.
- 1861 - Charles Francis Hall, un estatunidenc, va acampar al riu Sylvia Grinnell explorà les aigües del Koojesse Inlet, el qual va rebre el nom del seu guia inuit
- 1942 - Les Forces Aèries dels Estats Units escolliren Iqaluit com a lloc de la base aèria
- 1949 - La Companyia de la Badia de Hudson es trasllada des de Ward Inlet a Apex
- 1955 - Frobisher Bay esevé el centre de la línia Dew Line
- 1958 - S'estableix el servei telefònic per part de Bell Canada
- 1963 - Els militars dels Estats Units deixen Iqaluit
- 1995 - Els resident de Nunavut escullen Iqaluit com a capital del nou territori[2]

## Geografia
Iqaluit es troba a 34 m d'altitud, prop de les Muntanyes Everett que van de Koojesse (Kuujussi) Inlet, a Frobisher Bay, al sud-est de l'Illa Baffin al nord-est de la badia de Hudson.

## Clima
El clima a Iqaluit, tot i estar per sota del Cercle polar àrtic, és al límit entre les dues zones de clima polar: l'àrtica i la subàrtica. En la classificació de Köppen el clima a Iqaluit correspon al de la tundra. Al gener la temperatura baixa ocasionalment per sota dels -35 °C. (-60 °C de sensació tèrmica pel vent en cas de blizzard). La temperatura més baixa enegistrada va ser de -45,6 °C, el 10 de febrer de 1967.
Normalment la neu es presenta des d'inici d'octubre fins a juny, però sovint amb menys de 5 cm de gruix. L'estiu és fresc i curt, algunes vegades es passa dels 15 °C de juliol a agost. Es van enregistrar un rècord de calor de 28 °C el dia 28 de juliol de 2001.
| Paràmetres meteorològics per a Iqaluit | Paràmetres meteorològics per a Iqaluit | Paràmetres meteorològics per a Iqaluit | Paràmetres meteorològics per a Iqaluit | Paràmetres meteorològics per a Iqaluit | Paràmetres meteorològics per a Iqaluit | Paràmetres meteorològics per a Iqaluit | Paràmetres meteorològics per a Iqaluit | Paràmetres meteorològics per a Iqaluit | Paràmetres meteorològics per a Iqaluit | Paràmetres meteorològics per a Iqaluit | Paràmetres meteorològics per a Iqaluit | Paràmetres meteorològics per a Iqaluit | Paràmetres meteorològics per a Iqaluit |
| Mes                                    | Gen.                                   | Feb.                                   | Mar.                                   | Abr.                                   | Mai.                                   | Jun.                                   | Jul.                                   | Ago.                                   | Sep.                                   | Oct.                                   | Nov.                                   | Dec.                                   | Anual                                  |
| -------------------------------------- | -------------------------------------- | -------------------------------------- | -------------------------------------- | -------------------------------------- | -------------------------------------- | -------------------------------------- | -------------------------------------- | -------------------------------------- | -------------------------------------- | -------------------------------------- | -------------------------------------- | -------------------------------------- | -------------------------------------- |
| Temp. màx. mitja (°C)                  | -22                                    | -21                                    | -16                                    | -8                                     | 0                                      | 6                                      | 14                                     | 12                                     | 5                                      | 0                                      | -6                                     | -15                                    |                                        |
| Temp. mín. mitja (°C)                  | -29                                    | -31                                    | -26                                    | -18                                    | -7                                     | 0                                      | 6                                      | 4                                      | -1                                     | -7                                     | -15                                    | -25                                    |                                        |

Font:climate-charts.com Arxivat 2011-01-01 a Wayback Machine.
| Paràmetres | gen  | feb  | mar  | abr  | mai  | jun  | jul  | ago  | set  | oct  | nov  | des  | Anual |
| Pluja, mm  | 21.8 | 19.0 | 28.4 | 22.0 | 29.6 | 36.5 | 58.2 | 63.5 | 51.9 | 42.4 | 30.9 | 19.8 | 424   |
| ---------- | ---- | ---- | ---- | ---- | ---- | ---- | ---- | ---- | ---- | ---- | ---- | ---- | ----- |